# Polska Misja Pastoralna Matki Boskiej Częstochowskiej w Phoenix
Polska Misja Pastoralna Matki Boskiej Częstochowskiej w Phoenix (ang. The Polish Pastoral Mission of Our Lady of Czestochowa) – parafia rzymskokatolicka położona w Phoenix, Arizona, Stany Zjednoczone.
Jest ona parafią rzymskokatolicką dla Polaków przebywających w Arizonie, prowadzoną przez Towarzystwo Chrystusowe dla Polonii Zagranicznej.
Misja została dedykowana Matce Boskiej Częstochowskiej.

## Historia
22 stycznia 1995 roku, do pracy duszpasterskiej wśród Polonii arizońskiej, z polecenia prowincjała Towarzystwa Chrystusowego, przybył ks. Klemens Dąbrowski S.Ch.

18 października 1996 roku został zakupiony kościół przy 6530 North 7th Street w Phoenix.

Kościół pod wezwaniem Matki Boskiej Częstochowskiej został konsekrowany 24 maja 1997 roku przez biskupa diecezji Phoenix, Thomasa O’Briena.

Od 9 września 2000 roku rozpoczęła swą działalność Katolicka Szkoła im. Jana Pawła II przy misji Matki Boskiej Częstochowskiej. Przy misji działa również Koło Seniorów im. św. Moniki.

Po zakupie kościoła, dekretem z dnia 18 lipca 2000 roku, biskup diecezji Phoenix, Thomas O'Brien, podniósł polski apostolat do rangi misji.

## Szkoły
- Polska Szkoła Katolicka im. Jana Pawła II[1]

## Zgromadzenia zakonne
- Misjonarki Chrystusa Króla

7 września 1999 roku rozpoczęły posługę siostry misjonarki Chrystusa Króla.